# تراتل ریور (مینه‌سوتا)
تراتل ریور، مینه‌سوتا (به انگلیسی: Turtle River, Minnesota) یک شهر در ایالات متحده آمریکا است که در شهرستان بلترامی، مینه‌سوتا واقع شده‌است.

## خصوصیات
تراتل ریور ۲٫۸۷ کیلومترمربع مساحت و ۷۷ نفر جمعیت دارد و ۴۰۶ متر بالاتر از سطح دریا واقع شده‌است.